# Life of a King
Life of a King (en español: Jugada de rey) es una película dramática estadounidense de 2013 dirigida por Jake Goldberger. La película está protagonizada por Cuba Gooding Jr., Dennis Haysbert y LisaGay Hamilton.

## Trama
La película cuenta la historia real de Eugene Brown (Cuba Gooding Jr.), un ex convicto que funda el Big Chair Chess Club para jóvenes del centro de la ciudad de Washington D. C.
Eugene está en prisión donde "Chess Man" juega cigarrillos con él en partidas de ajedrez. A punto de ser liberado, a Eugene le preocupa no tener más amigos en el exterior. Chess Man le da una pieza de ajedrez de rey de madera y le dice: "cuida al rey, todo lo demás sigue". Tras su liberación, Eugene tiene problemas para encontrar trabajo debido a su condición de ex convicto. Intenta volver a conectarse con su hija Katrina (Trini), quien rechaza sus intentos pero le informa que su hijo Marco está en el centro de menores por vender drogas.
Un amigo de Eugene lo conecta con un trabajo en una escuela secundaria local como conserje. Su antiguo lugarteniente, Perry, que ahora está a cargo, también lo visita y trata de atraerlo para que vuelva al crimen. En la escuela secundaria local, los estudiantes son rebeldes, trafican con drogas mientras están detenidos y ahuyentan al supervisor de detención. La directora, Sheila King, le pide a Eugene que actúe como monitor durante unos minutos. Demuestra ser inesperadamente persuasivo al lograr que los estudiantes se sienten y sigan las reglas y se le permite regresar como monitor de detención hasta que se pueda encontrar un reemplazo a tiempo completo. Eugene apuesta en un juego de cartas con un estudiante y gana, su premio es que los estudiantes aprenderán a jugar al ajedrez.

## Reparto
- Cuba Gooding Jr. como Eugene
- Dennis Haysbert como Searcy
- Lisa Gay Hamilton como Sheila King
- Malcolm Mays como Tahime
- Jaida-Iman Benjamin como Rhonda
- Daniel Ross
- Kevin Hendricks como Peanut[1]
- Blake Cooper Griffin como J. Thomas Gaines[2]

## Lanzamiento
La película debutó en el Festival de Cine de Los Ángeles de 2013 y tuvo su estreno general en Estados Unidos el 17 de enero de 2014 por Millennium Entertainment.

## Recepción
Life of a King recibió críticas mixtas por parte de los críticos. El Washington Post le dio tres de cuatro estrellas. El sitio web de agregación de reseñas Metacritic otorga una calificación de 52 sobre 100 según las reseñas de siete críticos, lo que indica reseñas "mixtas o promedio". El sitio web de recopilación de reseñas Rotten Tomatoes informó un índice de aprobación del 43% con una calificación promedio de 5,5/10 basada en 14 reseñas. Christy Lemire de RogerEbert.com le dio a la película 2 sobre 5, elogiando la actuación de Cuba Gooding Jr. y la dirección de Jake Goldberger, pero criticando Life of a King por ser "terriblemente formulada y predecible".